# François Cluzet
François Cluzet  (París, 21 de septiembre de 1955) es un actor de teatro y cine francés. Conocido por varios de sus trabajos en el cine, entre ellos destaca el papel de coprotagonista (junto a Omar Sy) en la película de 2011 Intouchables. 

## Biografía
Hijo de un vendedor de diarios de París, tuvo una infancia humilde y sus padres se divorciaron durante la misma época. Inspirado por Jacques Brel en la película L'Homme de la Mancha, comenzó a los 17 años su formación como actor, en la Academia Cours Simon. 
Su carrera teatral empezó en 1976. Muy pronto estaba trabajando con directores franceses de renombre, como Claude Chabrol y Bertrand Tavernier. En 1994 actuó en la película Prêt-à-porter bajo la dirección de Robert Altman.
En el 2006 conquistó la fama como Dr. Alexandre Beck en la película Ne le dis à personne. Su segunda colaboración con Guillaume Canet se realizó en 2010 en la tercera película del director, Pequeñas mentiras sin importancia, en la cual interpreta un hotelero estresado. En 2011 interpretó a un millonario tetrapléjico en la película de éxito mundial Intouchables de Olivier Nakache y Éric Toledano; junto a Omar Sy, que interpretó a un joven de los suburbios, cuidador a domicilio, con el que entabló una gran amistad y por cuyo papel recibió en 2012 el premio César a mejor actor.

### Vida privada
Cluzet tiene cuatro hijos. Paul, con Marie Trintignant, hija de Jean-Louis Trintignant, Blanche, de otra relación, y Joseph y Marguerite con su compañera Valérie Bonneton. La pareja actuó como matrimonio en la película Pequeñas mentiras sin importancia. Al finalizar el rodaje se separaron y el 5 de julio de 2011 el actor se casó con una francesa de origen marroquí. François Cluzet es activista en políticas de protección ambiental. También es defensor de la integración de extranjeros en la sociedad francesa y de la lucha contra el SIDA. Desde 2004, es mecenas de la asociación de cura de la fibrosis quística junto a Isabelle Carré y Gérard Lenorman.

## Filmografía
- 1980: Le cheval d'orgueil El caballo del orgullo
- 1981: Le boulanger de Suresnes
- 1982: Los fantasmas del sombrerero
- 1982: Coup de foudre
- 1983: L'été meurtrier
- 1984: Aveugle, que vois-tu?
- 1985: Round Midnight
- 1985: Les enragés
- 1987: de malfaiteurs
- 1987: Jaune revolver
- 1988: Chocolat
- 1988: Force majeure
- 1988: Une affaire de femmes
- 1989: Trop belle pour toi
- 1989: La révolution française - TV
- 1992: L'instinct de l'ange
- 1992: Olivier, Olivier
- 1994: L’enfer
- 1994: Prêt-à-porter
- 1995: French Kiss
- 1995: Le hussard sur le toit
- 1995: Les apprentis
- 1996: Enfants de salaud
- 1997: Rien ne va plus
- 1998: L'examen de minuit
- 1998 : L'Examen de minuit de Danièle Dubroux : Antoine
- 1998 : Fin août, début septembre de Olivier Assayas : Adrien
- 1998 : Dolce Farniente de Nae Caranfil (en) : Stendhal
- 2001 : L'adversaire de Nicole Garcia: Luc
- 2002 : Mais qui a tué Pamela Rose? de Éric Lartigau : Gibson
- 2002 : France Boutique de Tonie Marshall : Olivier Mestral
- 2003 : Quand je vois le soleil de Jacques Cortal : Pierre
- 2003 : Janis et John de Samuel Benchetrit : Walter Kingkate
- 2004 : Je suis un assassin de Thomas Vincent : Ben Castelano
- 2004 : La cloche a sonné de Bruno Herbulot : Jean
- 2005 : La Forteresse Assiégée de Gérard Mordillat : Napoléon III
- 2006 : Quatre étoiles de Christian Vincent : René
- 2006 : Ne le dis à personne de Guillaume Canet : Alexandre Beck
- 2007 : Ma place au soleil de Éric de Montalier : Paul
- 2007 : La vérité ou presque de Sam Karmann : Marc
- 2007 : Détrompez-vous de Bruno Dega: Lionel
- 2008 : Les liens du sang de Jacques Maillot: Gabriel
- 2008 : Paris de Cédric Klapisch: Philippe Verneuil
- 2009 : À l'origine de Xavier Giannoli: Philippe Miller
- 2009 : Le dernier pour la route de Philippe Godeau : Hervé Chaballier
- 2010 : Blanc comme neige de Christophe Blanc : Maxime
- 2010 : Les petits mouchoirs de Guillaume Canet: Max Cantara
- 2011 : Mon père est femme de ménage de Saphia Azzeddine: Michel
- 2011 : L'art d'aimer de Emmanuel Mouret: Achille
- 2011 : Intouchables (Intocable) de Éric Toledano y Olivier Nakache : Philippe
- 2011 : Un monstre à Paris de Bibo Bergeron: Victor Maynott (voz)
- 2012 : Do Not Disturb de Yvan Attal : Jeff
- 2013 : 11.6 de Philippe Godeau : Toni Musulin
- 2013 : En solitaire de Christophe Offenstein : Yann Kermadec
- 2014 : Une rencontre (Reencontrar el amor) de Lisa Azuelos : Pierre
- 2015 : Un moment d'égarement de Jean-François Richet : Antoine
- 2016 : Médecin de campagne (Un médico en la campiña) de Thomas Lilti : doctor Werner
- 2017 : La mécanique de l'ombre de Thomas Kruithof : Duval Testigo
- 2017 : Eteros ego de Sotiris Tsafoulias : Marcel de Chaffe
- 2017 : L'École buissonnière de Nicolas Vanier : Totoche La escuela de la vida
- 2017 : Normandie Nue de Philippe Le Guay: Normandía al desnudo
- 2017 : Le collier rouge de Jean Becker: Lantier El collar rojo
- 2019 : Nous finirons ensemble Pequeñas mentiras para estar juntos
- 2020: L'incredibile storia dell'Isola delle Rose: Jean Baptiste Toma[3][4]

## Premios
En 1984 Cluzet ganó el Premio Jean Gabin, y en 2007 el César como Mejor actor de reparto por su actuación en Ne le dis à personne, además del premio al mejor actor exaequo en el Festival de Tokio de 2011 junto con su compañero Omar Sy, por Intouchables.
- 1984 : Premio Jean-Gabin, actor revelación del cine francés.
- 2007 : Premio César mejor actor por Ne le dis à personne
- 2007 : Estrella de Oro al papel principal por Ne le dis à personne
- 2007 : Globo de Cristal por Ne le dis à personne
- 2007 : Mejor actor de Étoiles d'Or por Ne le dis à personne
- 2010 : Estrella de Oro al papel principal por À l'origine

## Nominaciones
- 1984 : nominado al César mejor actor revelación masculino por Vive la sociale
- 1984 : nominado al César mejor actor secundario por L'été meurtrier
- 1990 : nominado al César mejor actor secundario por Force majeure
- 1996 : nominado al César mejor actor por Les apprentis
- 2003 : nominado al César mejor actor secundario por L'adversaire
- 2007 : nominado al César mejor actor secundario por Quatre étoiles
- 2010 : nominado al César mejor actor por Le dernier pour la route
- 2010 : nominado al César mejor actor por À l'origine
- 2012 : nominado al César mejor actor por Intouchables
- 2017 : nominado al César mejor actor por Médecin de campagne